# St. Augustines fyr
St. Augustines fyr är en fyr i St. Augustine i Florida i USA som ägs och drivs av St. Augustine Lighthouse and Museum.
Den första fyren på platsen var ett spanskt vakttorn från 1737 som utrustades med en lanternin och en fyrlykta år 1823. Tornet rasade år 1880 på grund av stranderosion.

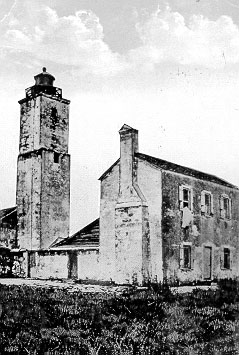
Den första fyren.

Den 50 meter höga fyren byggdes av tegel år 1874 efter ritningar av arkitekt
Paul J. Pelz. Den utrustades med en fresnel-lins av första ordningen som tillverkats i Frankrike. Fyrlyktan hade fem vekar och eldades med olja och linsen vreds långsamt runt av ett urverk så att den visade en blixt var tredje minut. Fyren tändes första gången den 15 oktober 1874.
St. Augustines fyr har restaurerats till  urspungligt skick. Den är vitmålad med ett svart spiralmönster och har en röd lanternin på toppen. Fyrvaktarbostaden, som är av trä, återuppbyggdes efter en brand år 1970.
Fyren elektrifierades år 1936 och fyrkaraktären ändrades till en blixt var trettionde sekund. Den 19 mars 1981 upptogs fyrplatsen på National Register of Historic Places
År 1991 hyrde en privat förening fyrplatsen av USA:s kustbevakning och tre år senare öppnade de ett museum i fyrvaktarbostaden. De köpte loss byggnaderna år 2014 och restaurerade dem med hjälp av insamlade medel. Fyren målades om in- och utvändigt år 2021.
Fyrplatsen kan besökas och det är möjligt att ta sig upp i fyren.